# Ретавське самоврядування
Ретавське самоврядування (лит. Rietavo savivaldybė) — адміністративна одиниця в  Тельшяйському повіті  Литви. Утворене 2000 року з частини  Плунгеського району в результаті реформи самоврядування.

## Населені пункти
- 1 місто — Ретавас;
- 1 містечко — Тверай;
- 104 села.

Чисельність населення (2001):
- Ретавас — 3 979
- Тверай — 680
- Сауслаукіс — 543
- Даугедай — 449
- Лабарджяй — 396
- Медінгенай — 396
- Ватушяй — 382
- Пелайчяй — 362
- Гіліогіріс — 253
- Будрікяй — 186

## Адміністративний поділ
Ретавське самоврядування поділяється на 5  староств:
- Даугедайське (лит. Daugėdų seniūnija; адм. Центр: Даугедай)
- Медінгенайське (лит. Medingėnų seniūnija; адм. Центр: Медінгенай)
- Ретавське (лит. Rietavo seniūnija; адм. Центр: Ретавас)
- Ретавське міське (лит. Rietavo miesto seniūnija; адм. Центр: Ретавас)
- Тверайське (лит. Tverų seniūnija; адм. Центр: Тверай)